# Demi-droite
Une demi-droite est une portion de droite limitée d'un seul côté par un point : son origine.

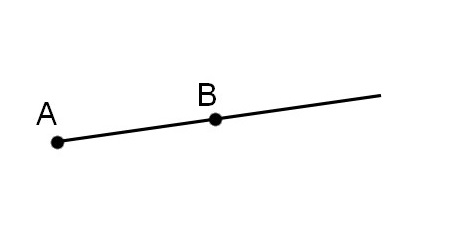
Un exemple de demi-droite d'origine A.

## Notation
Une demi-droite se note en mentionnant d'abord son origine, puis l'un des points par lesquels elle passe. Par exemple, la demi-droite [MN) a pour origine M et passe par N (et continue après N). On peut aussi nommer une direction de droite x et écrire [Mx) ou même ]Mx) si on veut exclure l’extrémité de la demi-droite (voir les notations des segments).
Une demi-droite dont on exclut l'origine est appelée demi-droite ouverte ; lorsque l'origine est incluse, on parle de demi-droite fermée.

## Demi-droites d'un espace vectoriel réel et demi-droites d'un espace affine
Dans un espace vectoriel réel, E on définit d'abord la notion de demi-droite vectorielle: soit b un vecteur différent de 0 dans E; l'ensemble {\displaystyle \Delta } des vecteurs {\displaystyle \xi }b   tels que {\displaystyle \xi } soit {\displaystyle \geq 0} s'appelle la demi-droite vectorielle passant par b. Soit a un point de E; l'ensemble des a + {\displaystyle {\text{x}}} où  {\displaystyle {\text{x}}}{\displaystyle \in \Delta } s'appelle la demi-droite affine fermée d'origine a de direction {\displaystyle \Delta }.

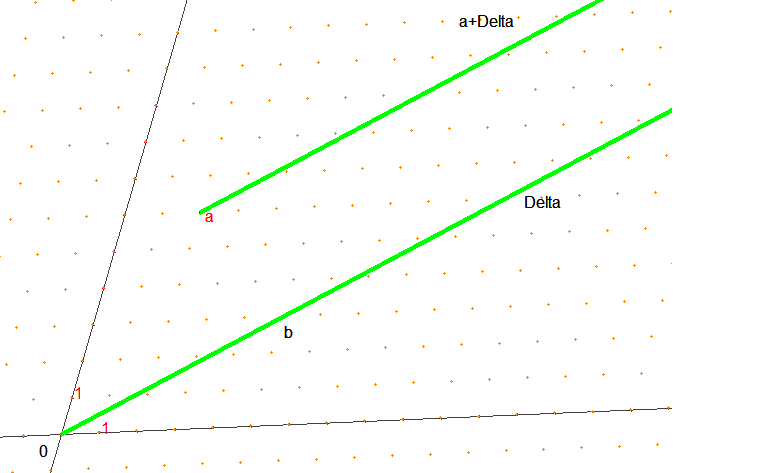
Dans R², demi-droite et demi-droite vectorielle associée

La définition dans un espace affine est similaire.